# Louis Valtat

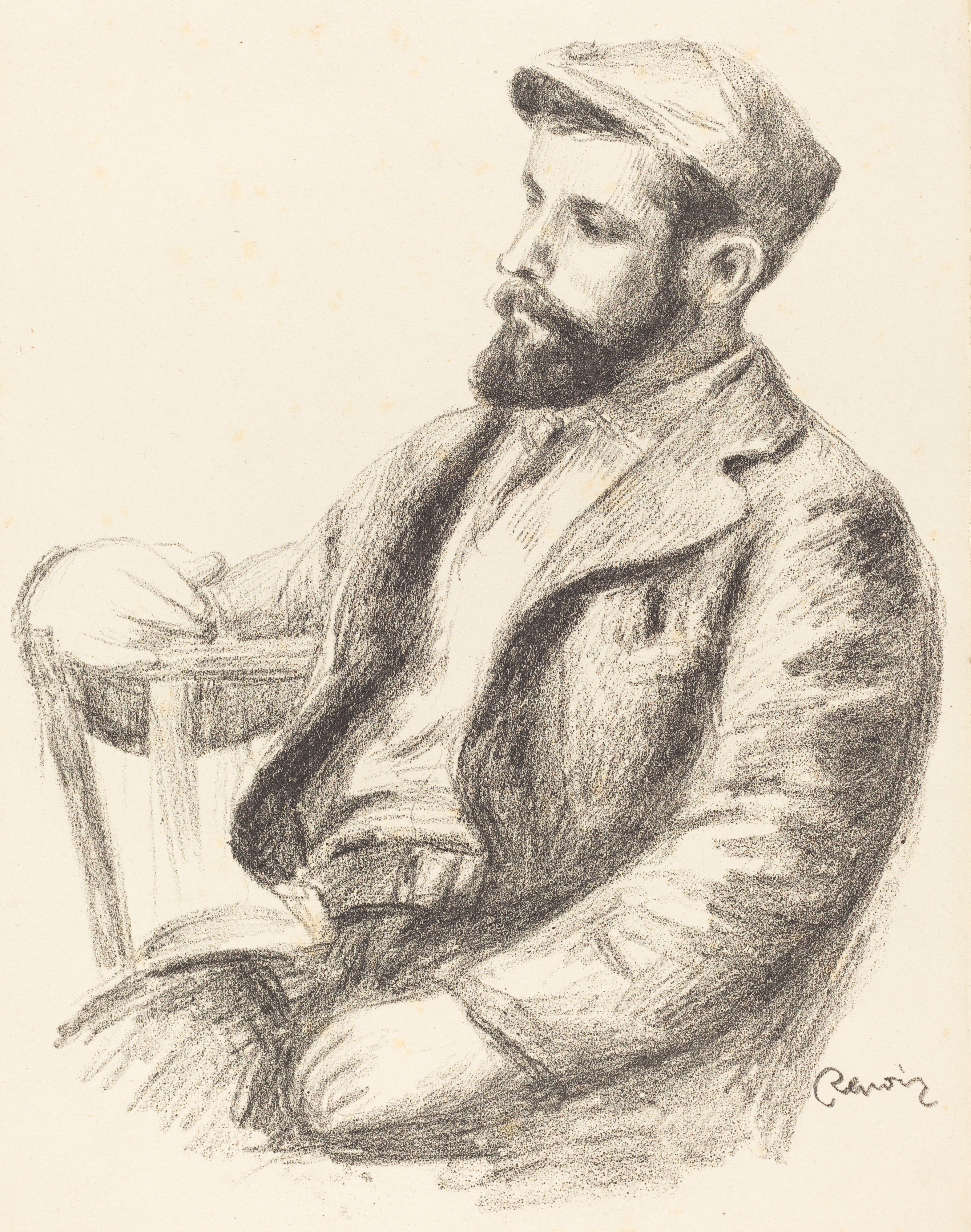
Auguste Renoir: Porträt Louis Valtat, um 1904

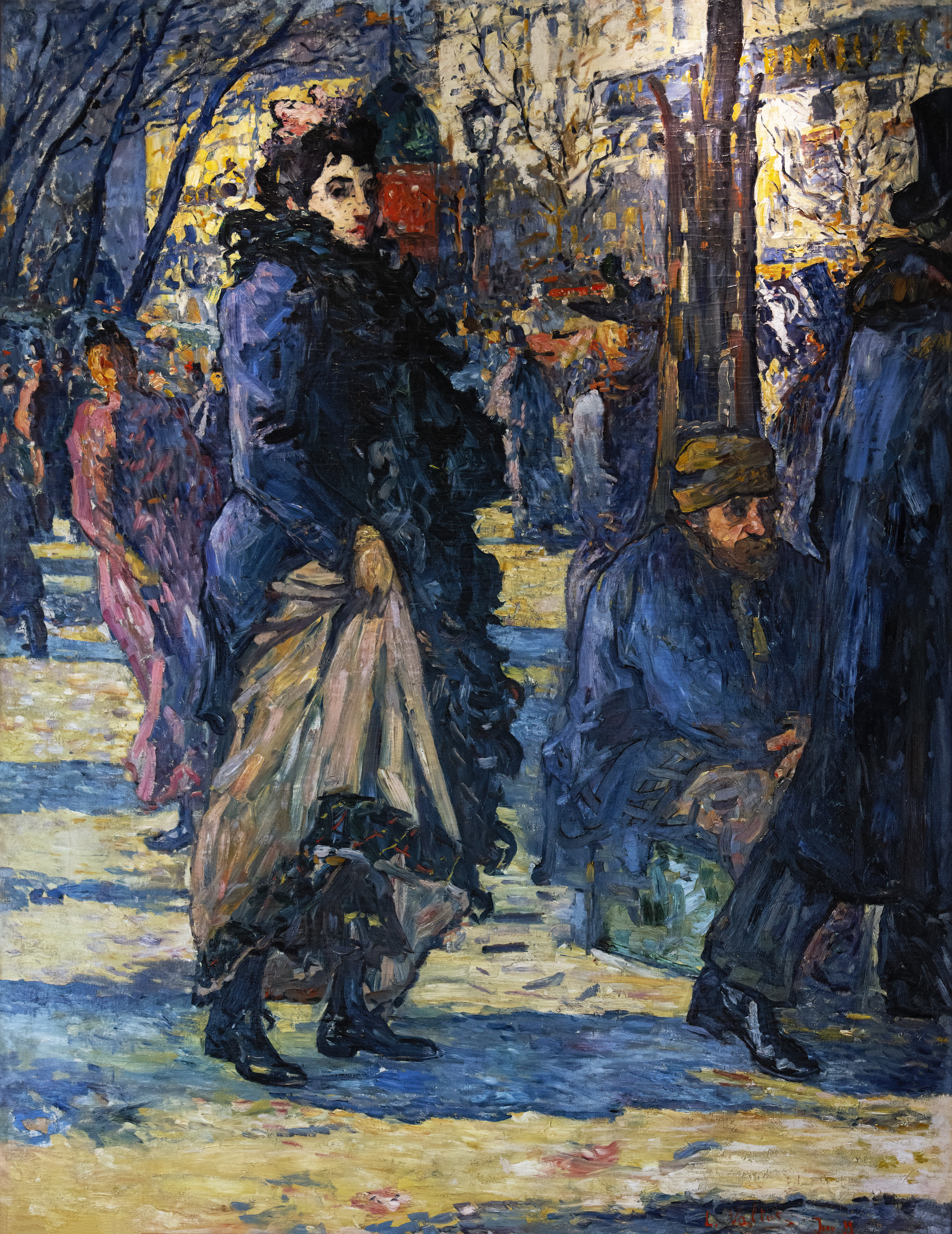
Sur le Boulevard (1893) Fondation Bemberg Toulouse

Louis Valtat (geboren 8. August 1869 in Dieppe; gestorben 2. Januar 1952 in Paris) war ein bedeutender französischer Maler und zählt zu den Wegbereitern des Fauvismus.

## Leben und Werk
1888 trat Valtat in die Académie Julian in Paris ein, wo der „Kassenwart“ Sérusier Gauguins Prinzipien vom Einsatz der reinen Farbe vermittelte. Im nächsten Jahr folgte ein kurzer Aufenthalt im Atelier Gustave Moreaus. 1894 malte er zusammen mit Toulouse-Lautrec die Bühnenbilder zu Le Chariot de terre cuite am Théàtre de l′Oeuvre.
Von 1903 an verweisen die Bilder, die er im Salon d’Automne ausstellte, schon darauf, was der Fauvismus bringen wird. Beim Salon d’Automne von 1905 jedoch führten seine Bilder – obwohl sich Valtats Stil auch nicht überzogener darstellte als in den Jahren zuvor – zu einem Skandal, der nicht geringer war, als der, der durch die Gemälde im „Saal der Wilden“ ausgelöst wurde.
1914 zog Valtat aus dem Süden Frankreichs für immer nach Paris. Dem Familienleben sehr zugewandt, hatte er zahlreiche Bilder seiner Frau und seines Sohnes gemalt.
Ambroise Vollard erkennt früh die Besonderheit dieses Oeuvres: Der berühmte Kunsthändler und Förderer der Avantgarde erwirbt einen Großteil der Gemälde Valtats im ersten Jahrzehnt des neuen Jahrhunderts. Der Vertrag, den Valtat 1900 mit Vollard schloss und der bis 1912 gültig war, war sehr erfolgreich und war maßgeblich dafür verantwortlich, dass viele seiner Bilder in die Hände großer Sammler kamen, so die des bedeutenden russischen Kunstsammlers Morosow, der das Talent des Künstlers schätzte.
Louis Valtat rechnet zweifellos zu den großen Malern seiner Generation. Seine Werke sind in den bedeutendsten internationalen Museen der Öffentlichkeit zu sehen, darunter die Eremitage in St. Petersburg, das New Yorker Metropolitan Museum of Art, das Wallraf Richartz Museum in Köln, die großen Pariser Museen Musée d’Orsay, Musée National d’Art Moderne und Musée d’Art Moderne de la Ville de Paris. 1951 werden sechs seiner Gemälde auf der bedeutenden Schau "The Fauvism" im New Yorker Museum of Modern Art präsentiert.
Seine Werke werden weltweit am Kunstmarkt gehandelt und sind bei Sammlern begehrt. Sie erreichen Preise über 700.000,00 Euro.
Louis Valtat starb, seit 1948 erblindet, zu Beginn des Jahres 1952 in Choisel.
Werke Valtats befinden sich im Musée du Petit Palais, Genf, sowie in der Stiftung Oscar Ghez, Genf.